# Elizabeth Marvel
Pour les articles homonymes, voir Marvel (homonymie).
Elizabeth Marvel est une actrice américaine, née le 27 novembre 1969 à Los Angeles, Californie (États-Unis).
Elle est principalement connue pour ses rôles à la télévision, notamment dans Person of Interest, Homeland et Fargo.

## Biographie
Elizabeth Marvel est née le 27 novembre 1969 à Los Angeles, Californie (États-Unis).

### Vie privée
Elle est mariée à l'acteur Bill Camp depuis 2004. Ils ont un fils, Silas Camp.

## Carrière
Elle a souvent joué avec son mari, notamment dans Ten Hundred Kings (2000), The Dying Gaul (2005), The Guitar (2008), Lincoln (2012), Native Son et Dark Waters (2019), La Mission (2020), Présumé innocent (2024).

## Filmographie

### Cinéma

#### Longs métrages
- 2000 : Ten Hundred Kings de D.W Maze : Caroline Shepard
- 2005 : The Dying Gaul de Craig Lucas : Kelli
- 2008 : Burn After Reading de Joel et Ethan Cohen : Sandy Pfarrer
- 2008 : Pretty Bird de Paul Schneider : Tonya Honeycutt
- 2008 : Synecdoche, New York de Charlie Kaufman : L'agent immobilier
- 2008 : The Guitar d'Amy Redford : La mère de Melody
- 2009 : Un hiver à Central Park (Love and Other Impossible Pursuits) de Don Roos : Pia
- 2009 : A Dog Year de George LaVoo : Margo
- 2010 : True Grit de Joel et Ethan Cohen : Mattie à 40 ans
- 2011 : Somewhere Tonight de Michael Di Jiacomo : Martha
- 2012 : Lincoln de Steven Spielberg : Mme Jolly
- 2012 : Jason Bourne : L'Héritage (The Bourne Legacy) de Tony Gilroy : Dr Connie Dowd, la psychothérapeute
- 2012 : Week-end royal (Hyde Park on Hudson) de Roger Michell : Missy
- 2014 : A Most Violent Year de J. C. Chandor : Mme Rose
- 2014 : Happy Baby de Stephen Elliott : La mère de Theo
- 2015 : Welcome Back (Aloha) de Cameron Crowe : Natalie
- 2015 : Consumed de Daryl Wein : Connie Conway
- 2016 : The Phenom de Noah Buschel : June Epland
- 2016 : The Congressman de Jared Martin et Robert J. Mrazek : Rae Blanchard
- 2017 : Mary (Gifted) de Marc Webb : Gloria Davis
- 2017 : The Meyerowitz Stories de Noah Baumbach : Jean
- 2017 : Easy Living d'Adam Keleman : Abby
- 2018 : Au pays des habitudes (The Land of Steady Habits) de Nicole Holofcener : Sophie Ashford
- 2019 : Native Son de Rashid Johnson : Mme Dalton
- 2019 : Swallow de Carlo Mirabella-Davis : Katherine Conrad
- 2019 : Dark Waters de Todd Haynes : Dr Karen Frank (voix)
- 2019 : All the Little Things We Kill d'Adam Neutzsky-Wulff : Deb Anderson
- 2020 : La Mission (News of the World) de Paul Greengrass : Mme Gannett
- 2020 : Being Dead de John Meyers : Cecile Adkins
- 2023 : La Couleur pourpre (The Color Purple) de Blitz Bazawule : Miss Millie
- 2025 : G20 de Patricia Riggen : Joanna Worth

#### Courts métrages
- 2010 : Goldstar, Ohio de Michael Tisdale : Edie Deyarmin
- 2015 : Peacock Killer de Boyd Holbrook : La sheriff

### Télévision

#### Séries télévisées
- 1997 : As the World Turns : La photographe
- 1998 : Homicide : Amy Marshall
- 1998 : De mères en filles (A Will of Their Own) : Diana
- 1999 : New York Undercover : Eve Flemming
- 2000 - 2004 : Washington Police (The District) : Officier Nancy Parras / Détective Nancy Parras
- 2001 / 2005 : New York, section criminelle (Law and Order: Criminal Intent) : Sylvia Moon / Jenny Hendry
- 2007 : Kidnapped : Madeleine
- 2008 : American Masters : Louisa May Alcott
- 2008 - 2009 : New York, police judiciaire (Law and Order) : Grubman, avocate de la défense
- 2009 : 30 Rock : Emily
- 2009 : The Good Wife : Lauren Chatham
- 2009 - 2010 : Nurse Jackie : Ginny Flynn
- 2010 : Jewish Connection (Holy Rollers) : Elka Gold
- 2010 : Past Life : Lynn Sampels
- 2010 / 2012 - 2017 / 2021 : New York, unité spéciale (Law and Order: Special Victims Unit) : Dr Frantz / Rita Calhoun
- 2011 : Lights Out : Margaret Leary
- 2012 : The Newsroom : Sharon
- 2012 / 2015 : Person of Interest : Alicia Corwin
- 2013 : Elementary : Cassandra Walker
- 2013 : FBI : Duo très spécial (White Collar) : Dr Mara Summers
- 2013 : Betrayal : Janet
- 2013 : King and Maxwell : Kelly Nelson
- 2014 - 2016 : House of Cards : Heather Dunbar
- 2015 : Fargo : Constance Heck
- 2016 - 2020 : Homeland : Elizabeth Keane, présidente des États-Unis
- 2019 : Unbelievable : Judith
- 2019 - 2020 : Manifest : Le major
- 2020 : Hesltrom : Victoria Helstrom / Kthara
- 2022 : The Dropout : Noel Holmes
- 2023 : Love and Death : Pasteur Jackie Ponder
- 2023 : Mrs. Davis : Celeste
- 2024 : Présumé innocent : Lorraine Horgan

## Théâtre
- 2011 : Desdemona de Toni Morrison, mise en scène Peter Sellars, Wiener Festwochen Vienne, Théâtre Nanterre-Amandiers